# Schillonie Calvert
Schillonie Calvert, född den 27 juli 1988 i Saint James, Jamaica, är en jamaicansk friidrottare inom kortdistanslöpning.
Hon ingick i Jamaicas lag som tog OS-silver på 4 x 100 meter stafett vid friidrottstävlingarna 2012 i London. 